# 姶良平野

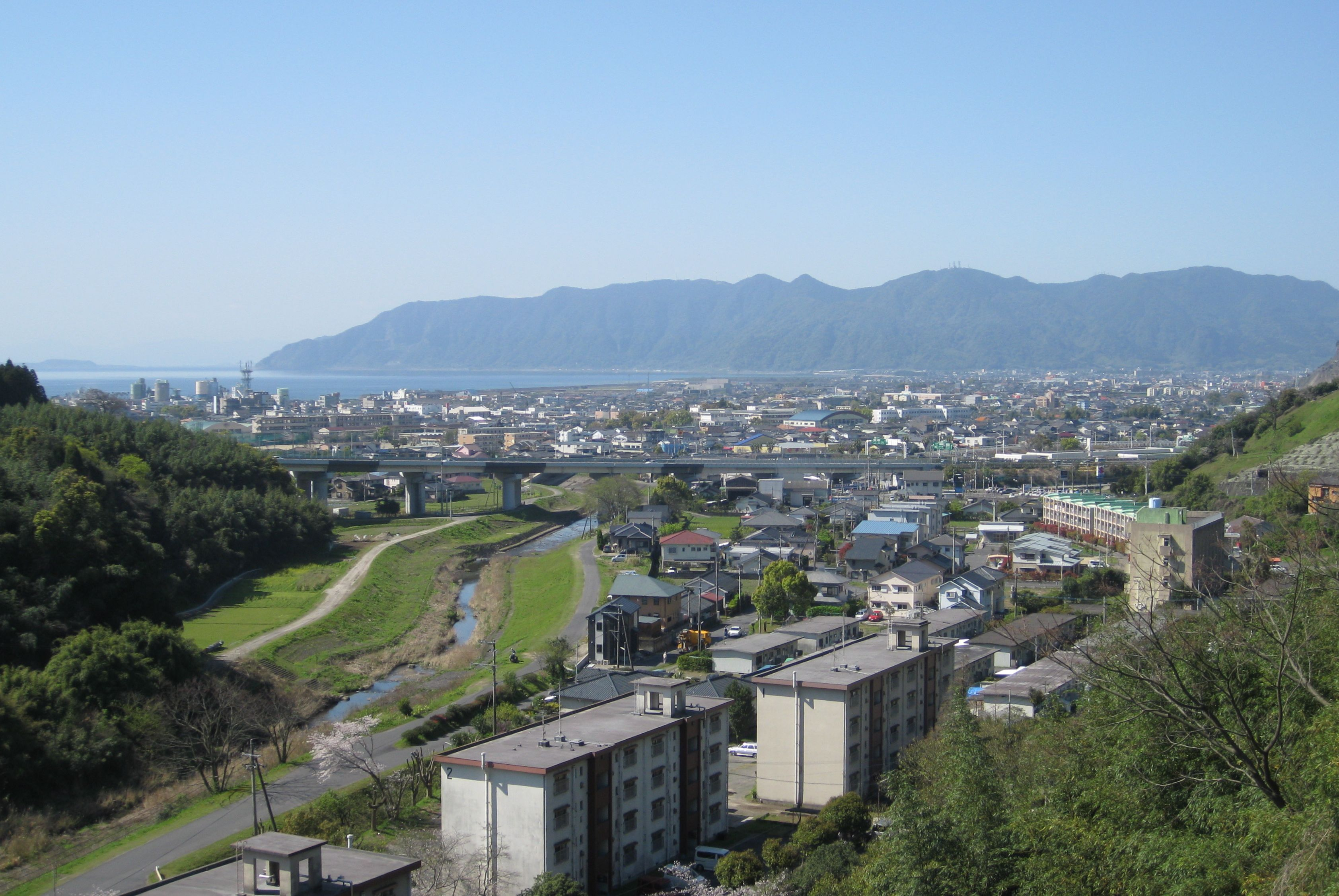
姶良平野東部

姶良平野（あいらへいや）は、九州南部の鹿児島湾北西海岸沿いに広がる平野である。鹿児島県姶良市に属する。

## 概要
鹿児島湾と北薩火山群の山々に囲まれた狭隘な平野であり、西部の思川流域、中部の別府川流域、東部の網掛川流域に三分される。平野の北部に沿って米丸、住吉池、青敷などの火山や、片子山、湯湾岳、蔵王岳などの火山岩頸（貫入岩体）が並んでいる。
海岸沿いには小規模な砂丘がみられる。江戸時代後期に黒川塩田（後に水田化）、向江新田、松原干拓地（松原塩田）などの干拓地が造成された。南部を横断する国道10号および日豊本線に沿って住宅地が続いているが、北部には水田が広がっている。

## 地質
国分層群と呼ばれる湖底堆積物からなる地層と、加久藤カルデラや姶良カルデラを起源とする火山灰からなる地層が侵食されて平地となったのが姶良平野である。縄文海進の時期には浅い海となったが、6000年前に起きた米丸と住吉池の噴火によって陸化が進み現在では標高10メートル前後の台地が大部分を占めている。海岸付近は思川、別府川、網掛川によって形成された沖積平野となっている。